# Holmes County (Florida)
Das Holmes County ist ein County im Bundesstaat Florida der Vereinigten Staaten. Der Sitz der Countyverwaltung (County Seat) befindet sich in Bonifay.

## Geographie
Das County liegt im Nordwesten Floridas, zwischen Pensacola und Tallahassee, etwa 50 km nördlich vom Golf von Mexiko und hat eine Fläche von 1266 Quadratkilometern, wovon 16 Quadratkilometer Wasserfläche sind. Das County wird vom Choctawhatchee River durchkreuzt. Es grenzt im Uhrzeigersinn an folgende Countys: Jackson County, Washington County und Walton County.

## Geschichte
Das Holmes County wurde am 8. Januar 1848 als 27. County Floridas aus Teilen des Jackson County gebildet. Benannt wurde es nach Thomas J. Holmes aus North Carolina, der sich bereits 1830 hier zum Siedeln niedergelassen hatte. Anderen Quellen besagen, dass das County nach dem Holmes Creek benannt wurde, der die natürliche Westgrenze des Countys bildet.

## Demografische Daten

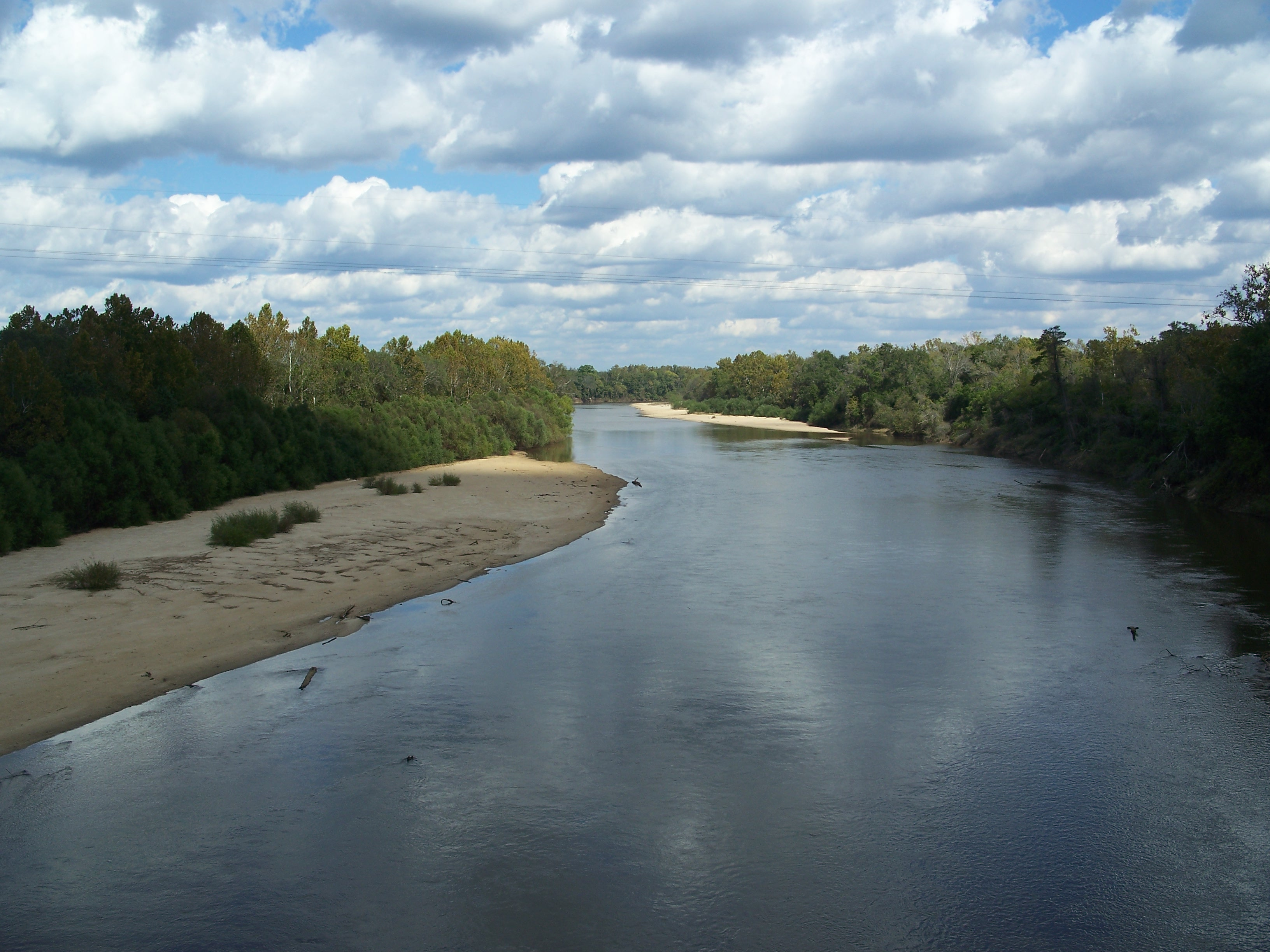
Der Choctawhatchee River

Nach der Volkszählung im Jahr 2010 lebten im Holmes County 19.927 Menschen in 8.612 Haushalten. Die Bevölkerungsdichte betrug 15,9 Einwohner pro Quadratkilometer. Ethnisch betrachtet setzte sich die Bevölkerung zusammen aus 90,5 % Weißen, 5,8 % Afroamerikanern, 0,8 % Indianern und 0,4 % Asian Americans. 0,5 % waren Angehörige anderer Ethnien und 2,0 % verschiedener Ethnien. 2,2 % der Bevölkerung bestand aus Hispanics oder Latinos.
Im Jahr 2010 lebten in 31,6 % aller Haushalte Kinder unter 18 Jahren sowie 33,0 % aller Haushalte Personen mit mindestens 65 Jahren. 69,4 % der Haushalte waren Familienhaushalte (bestehend aus verheirateten Paaren mit oder ohne Nachkommen bzw. einem Elternteil mit Nachkomme). Die durchschnittliche Größe eines Haushalts lag bei 2,47 Personen und die durchschnittliche Familiengröße bei 2,96 Personen.
24,0 % der Bevölkerung waren jünger als 20 Jahre, 24,3 % waren 20 bis 39 Jahre alt, 28,2 % waren 40 bis 59 Jahre alt und 23,6 % waren mindestens 60 Jahre alt. Das mittlere Alter betrug 41 Jahre. 53,2 % der Bevölkerung waren männlich und 46,8 % weiblich.
Das jährliche Durchschnittseinkommen eines Haushalts betrug 34.928 USD, dabei lebten 22,6 % der Bevölkerung unter der Armutsgrenze.
Im Jahr 2010 war englisch die Muttersprache von 95,50 % der Bevölkerung, spanisch sprachen 2,26 % und 2,24 % hatten eine andere Muttersprache.

## Kultur und Sehenswürdigkeiten

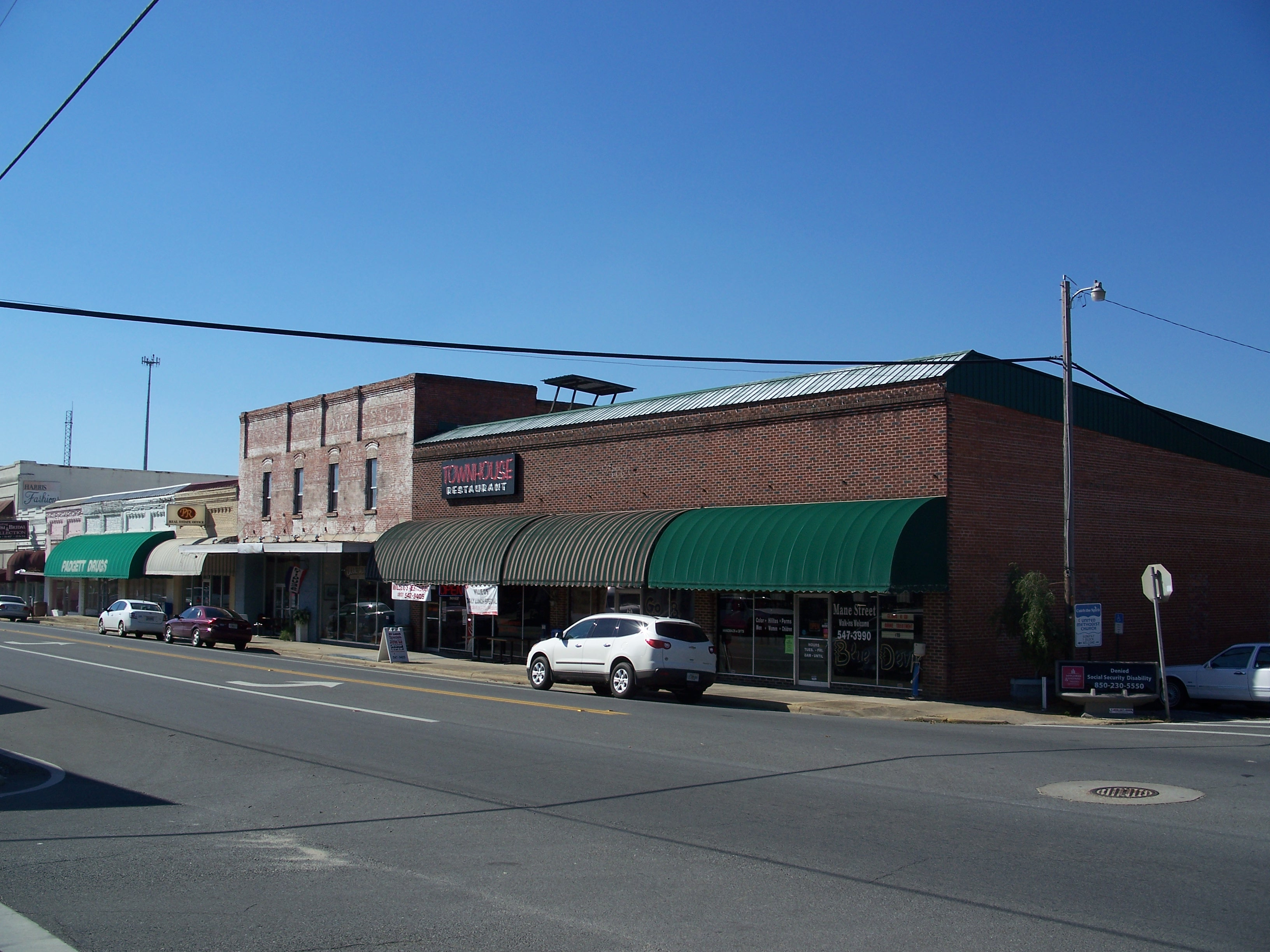
Downtown Bonifay Historic District (2010). Dieses Areal wurde im Juni 2020 als erstes Objekt im Holmes County in das NRHP eingetragen.

Ein Bauwerk und ein Historic District („historischer Bezirk“) im Holmes County sind im National Register of Historic Places („Nationales Verzeichnis historischer Orte“; NRHP) eingetragen (Stand 20. Januar 2023), der [[]] und die Keith Cabin.

## Orte im Holmes County
Orte im Holmes County mit Einwohnerzahlen der Volkszählung von 2010:
City:
- Bonifay (County Seat) – 2.793 Einwohner

Towns:
- Esto – 364 Einwohner
- Noma – 211 Einwohner
- Ponce de Leon – 598 Einwohner
- Westville – 289 Einwohner